# Protea nitida
Protea nitida (лат.) — дерево, вид рода Протея (Protea) семейства Протейные (Proteaceae), эндемик Южной Африки. Protea nitida с его долгой историей исследования и красивой внешностью является жемчужиной финбоша. Это единственный вид протей, растущий в виде крупного дерева и дающий полезную древесину.

## Ботаническое описание

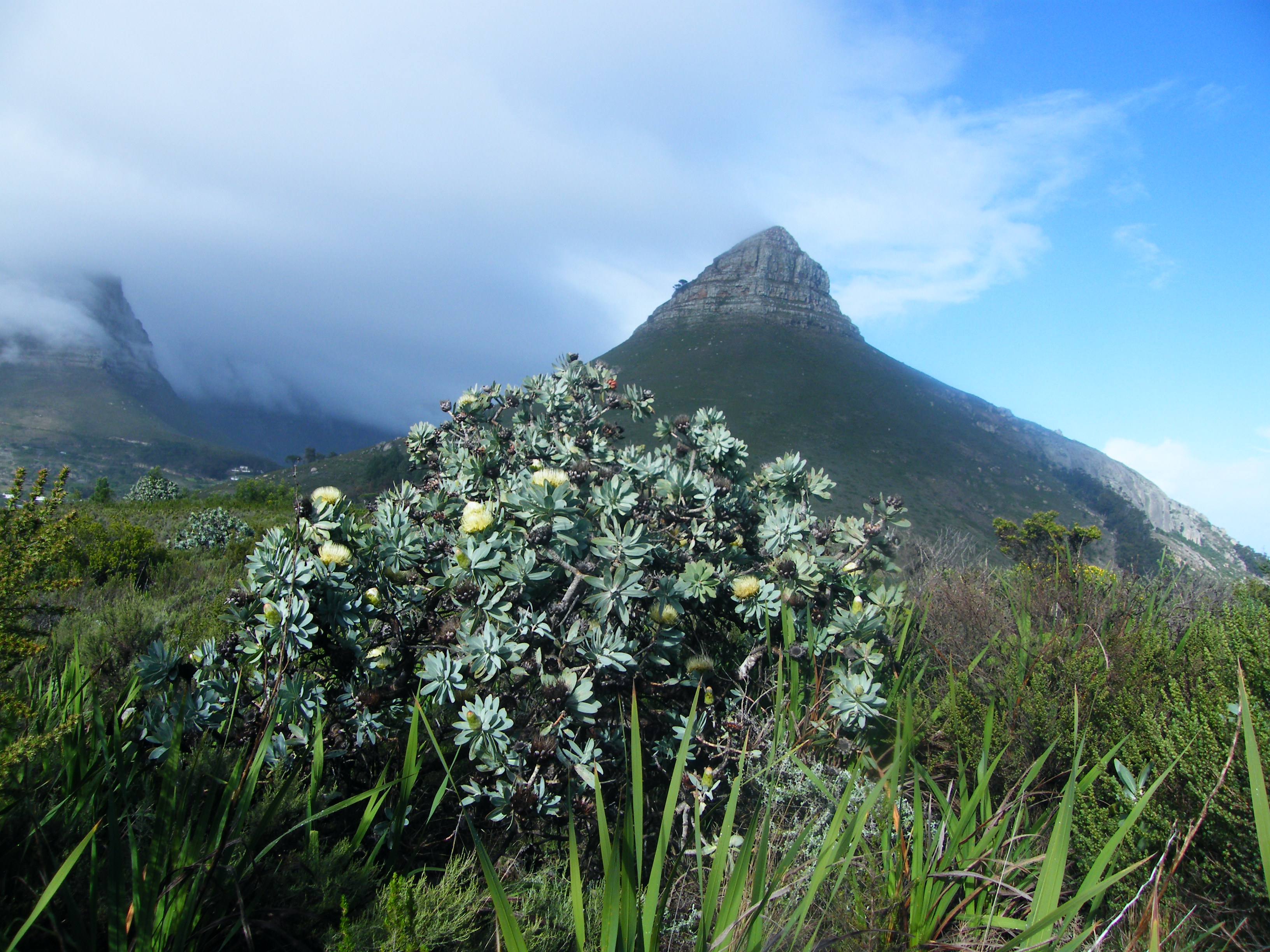
Protea nitida на фоне горы Лайонс-Хед (Западно-Капская провинция)

Как правило, Protea nitida — корявое медленнорастущее дерево высотой 5 м с бело-серой корой и диаметром ствола до 400 мм. Однако при благоприятных условиях растение может достигать высоты до 10 м и диаметра ствола до 1 м. Многоветвистая карликовая форма с подвоем и с более узкими листьями встречается на Капском полуострове, равнинах мыса и равнинах Риверсдейла. Молодые малиновые листья сменяются зрелыми голубоватыми листьями цвета морской волны. Большие зеленовато-белые цветочные головки появляются круглый год с пиком с мая по август. Многочисленные маленькие плоды (обычно называемые семенами) с длинными прямыми волосками появляются через 9-12 месяцев после цветения.

## Таксономия
Впервые вид был описан английским ботаником Филипом Миллером. Видовое название nitida — латинское слово, означающее «сияющий», что, по-видимому, относится к внешнему виду листьев. В прошлом вид Protea nitida был также известен как P. arborea Houtt. и P. grandiflora Thunb..

## Распространение и местообитание
Protea nitida — эндемик Южной Африки. Встречается от откоса Боккевельда до Капском полуострова и гор Винтерхук в Восточно-Капской провинции. Встречается на высотах 0-1200 м над уровнем моря и предпочитает более сухие, пологие склоны, особенно хорошо дренированные осыпи. Крупные популяции P. nitida могут образовывать редколесья.

## Охранный статус
Вид классифицируется как вызывающий наименьшие опасения. В прошлом, однако, тысячи деревьев были потеряны из-за чрезмерной эксплуатации в ходе добывания дубильных веществ из коры дерева и широкого использования древесины для производства древесного угля.